# マリア・オリヴィア・ダ・シウヴァ
マリア・オリヴィア・ダ・シウヴァ（Maria Olívia da Silva、1880年2月28日? - 2010年7月8日）は、ブラジル・パラナ州アストルガに在住していた長寿の女性。その記録はランクブラジルで認定されているが、ギネス世界記録はこれを認定していない。

## 略歴
1880年、現ポーランドのワルシャワで生まれたとされる。だが、サンパウロ州イタペティニンガで生まれたとする記述もある。ポーランド生まれが正しいとすると、3歳の頃にブラジルに引っ越した。パラナ州に住む前はミナスジェライス州に住んでいた。元の名前は不明である。幼い頃より豆の植え付け、除草作業、コーヒー豆の収穫などに従事した。12歳の頃から生涯で2度結婚し、10人の子を産み、さらに養子縁組によって4人の子供を産む。明確な孫の数はわかっていないが、約400人であると子供のアパレシド・シウヴァは語っている。
1962年に家の火事で焼失したため出生時の文書では証明されていないが、1976年に発行された登記による記録と身分証明書によれば、1880年生まれと記述されている。しかし、2人の子供の解釈によると、2007年時点で92歳から104歳であると推測されている。それが正しいと1903年から1915年までのいずれかに生まれたことになり、110歳どころか、100歳にもなっていなかった可能性もある。
2009年6月9日、マリア・ド・カルモ・ジェロニモの記録に達し、史上最高齢の人物になったとされた。翌年2月に130歳の誕生日を迎え、老年学の専門家が推測する人間の年齢の限界に達した。
2010年7月8日、パラナ州アストルガの自宅で死去。130歳130日没。当時住んでいた木造住宅には世界中の雑誌で撮影された時の写真があったという。